# Aralia frodiniana
Aralia frodiniana är en araliaväxtart som beskrevs av Jun Wen. Aralia frodiniana ingår i släktet Aralia och familjen Araliaceae. Inga underarter finns listade.